# Салча (Галац)
Салча (рум. Salcia) насеље је у Румунији у округу Галац у општини Умбрарешти. Oпштина се налази на надморској висини од 23 m.

## Становништво
Према подацима из 2002. године у насељу је живело 930 становника.

### Попис2002.
| Расподела становништва по националности 2002.‍ | Расподела становништва по националности 2002.‍ | Расподела становништва по националности 2002.‍ | Расподела становништва по националности 2002.‍ | Расподела становништва по националности 2002.‍ |
| --------------------------------------------- | --------------------------------------------- | --------------------------------------------- | --------------------------------------------- | --------------------------------------------- |
|                                               |                                               |                                               |                                               |                                               |
| Румуни                                        | Румуни                                        |                                               | 813                                           | 87,4%                                         |
| Роми                                          | Роми                                          |                                               | 117                                           | 12,6%                                         |